# Центристський демократичний інтернаціонал
Центри́стський демократи́чний інтернаціона́л (англ. Centrist Democrat International) — міжнародне об'єднання політичних партій та організацій на основі принципів християнського чи інтегрального гуманізму, тобто, гуманізму, що визнає наявність духовного виміру у природи людини й відданого ідеалам братства.

## Історія
Інтернаціонал було засновано 1961 року під назвою «Всесвітній християнсько-демократичний союз» (англ. Christian Democrat World Union) з метою просування ідей християнської демократії. До складу союзу увійшли три міжнародні асоціації партій: «Нові міжнародні команди» (фр. Nouvelles Équipes Internationales) (попередник «Європейського християнсько-демократичного союзу» — англ. European Union of Christian Democrats), «Організація християнських демократів Америки» (ісп. Organización Demócrata Cristiana de América) та «Християнсько-демократичний союз Центральної Європи» (англ. Christian Democrat Union of Central Europe). 1982 року організацію було перейменовано на «Інтернаціонал християнської демократії» (англ. Christian Democrat International), а 1999 року — на «Центристський демократичний інтернаціонал», щоб відобразити участь у русі представників різних релігій. У деяких документах організації також використовується інша назва, «Інтернаціонал християнсько-демократичних і народних партій» (англ. Christian Democrat and People's Parties International). Штаб-квартира ЦДІ розміщена в Брюсселі.
На цей час до інтернаціоналу входить понад 100 партій. Деякі з цих партій важко ідентифікувати як християнсько-демократичні. Більшість європейських членів ЦДІ також є членами Європейської народної партії.
При ЦДІ діє молодіжна організація «Молодь центристського демократичного інтернаціоналу» (англ. Youth of the Centrist Democrat International).

## Партії— члени інтернаціоналу

### Азія
- Вірменія — Партія «Країна Закону» (вірм. Оրինաց երկիր)
- Камбоджа — ФУНСІНПЕК (FUNCINPEC)
- Кіпр — Демократичний збір (грец. Δημοκρατικός Συναγερμός)
- Ліван
  -  Катаїб (араб. Kata’eb al-Lubnaniyya الكتائب اللبنانية; фр. Phalanges libanaises)
  -  Християнсько-демократичний союз Лівану (фр. Union Chretienne Democrate Libanaise (UCDL); араб. حزب المسيحي الدمقراطي)
- Філіппіни — Лакас/Кампі/Християнські та мусульманські демократи (тагал. Lakas–Demokratang Kristiyano at Muslim, Lakas Kampi CMD)
- Республіка Китай — Гоміндан (кит. трад. 國民黨, спр. 国民党, піньїнь: Guómín-dǎng)

### Америка
- Аргентина 
  - Християнсько-демократична партія (ісп. Partido Demócrata Cristiano, PDC)
  - Хустисіалістська партія (ісп. Partido Justicialista)
- Аруба — Народна партія Аруби (нід. Arubaanse Volkspartij, AVP; ісп. Partido di Pueplo Arubano)
- Болівія — Християнсько-демократична партія (ісп. Partido Demócrata Cristiano, PDC)
- Бразилія — Демократи (Бразилія) (порт. Democratas (Brasil))
- Венесуела — Соціал-християнська партія Венесуели (ісп. Partido Social Cristiano de Venezuela — COPEI)
- Домініканська Республіка — Соціал-християнська реформістська партія (ісп. Partido Reformista Social Cristiano)
- Колумбія — Колумбійська консервативна партія (ісп. Partido Conservador Colombiano, PC)
- Куба
  - Християнський рух «Звільнення» (ісп. Movimiento Cristiano "Liberacion")
  - Християнсько-демократична партія Куби (ісп. Partido Demócrata Cristiano de Cuba)
- Мексика — Партія національної дії (ісп. Partido Acción Nacional)
- Нідерландські Антильські острови
  - Кюрасао — Національна народна партія (нід. Nationale Volkspartij)
- Парагвай — Християнсько-демократична партія (ісп. Partido Demócrata Cristiano, PDC)
- Перу — Народно-християнська партія (ісп. Partido Popular Cristiano, PPC)
- Сальвадор — Християнсько-демократична партія (ісп. Partido Demócrata Cristiano, PDC)
- Чилі — Християнсько-демократична партія (ісп. Partido Demócrata Cristiano de Chile)
- Еквадор — Народна демократія — Християнсько-демократичний союз (ісп. Democracia Popular — Unión Demócrata Cristiana, DP/UDC)

### Африка
- Ангола — Національний союз за повну незалежність Анголи (порт. União Nacional para a Independência Total de Angola)
- Буркіна-Фасо — Союз за республіку (фр. Union pour la République)
- Кабо-Верде — Рух за демократію (порт. Movimento para a Democracia, MD)
- ДР Конго — Визвольний рух Конго (фр. Mouvement pour la Liberation du Congo)
- Кот-д'Івуар — Об'єднання республіканців (фр. Rassemblement des Républicains)
- Маврикій — Маврикійський демократичний союз (фр. Union Democratique Mauricienne)
- Мавританія
  - Союз за демократію і прогрес (фр. Union pour la Démocratie et le Progrès)
  - Союз за республіку (фр. Union pour la république)
- Марокко — Істікляль (араб. hizb al-istiqlāl حزب الإستقلال)
- Мозамбік — Демократичний рух Мозамбіку (порт. Movimento Democrático de Moçambique)
- Екваторіальна Гвінея
  - Народний рух (ісп. Acción Popular)
  - Народний союз (ісп. Unión Popular)

### Європа
- Албанія — Християнсько-демократична партія Албанії (алб. Partia Demokratike e Shqipërisë, PDSH)
- Андорра — Демократичний центр Андорри (кат. Centre Demòcrata Andorrà, CDA)
- Бельгія — Християнські демократи і фламандці (нід. Christen-Democratisch en Vlaams, CD&V)
- Болгарія — Союз демократичних сил (болг. Съюз на демократичните сили, СДС)
- Угорщина — Фідес — Угорський громадянський союз (угор. Fidesz – Magyar Polgári Szövetség)
- Німеччина — Християнсько-демократичний союз Німеччини (нім. Christlich Demokratische Union Deutschlands, CDU), Християнсько-соціальний союз (ХСС) (CSU — Christlich-Soziale Union in Bayern e.V.)

- Греція — Нова демократія (грец. Νέα Δημοκρατία)
- Данія — Християнські демократи (дан. Kristendemokraterne)
- Ірландія — Фіне Гел (ірл. Fine Gael)
- Іспанія
  - Народна партія (ісп. Partido Popular)
  - Демократична єдність Каталонії (кат. Unió Democràtica de Catalunya)
- Італія
  - Союз християнських демократів і центру (італ. Unione dei Democratici Cristiani e di Centro)
  - Союз демократів за Європу (італ. Unione Democratici per l'Europa — UDEUR Popolari)
- Мальта — Націоналістична партія (мальт. Partit Nazzjonalista)
- Молдова — Християнсько-демократична народна партія (рум. Partidul Popular Creştin Democrat)
- Нідерланди — Християнсько-демократичний заклик (нід. Christen Democratisch Appèl (CDA))
- Норвегія — Християнська народна партія (норв. Kristelig Folkeparti, нюн. Kristeleg Folkeparti), KrF)
- Португалія — Соціал-демократична партія (порт. Partido Social Democrata)
- Румунія
  - Демократична ліберальна партія (рум. Partidul Democrat-Liberal)
  - Християнсько-демократична націонал-цереністська партія рум. Partidul Naţional Ţărănesc Creştin Democrat,  PNŢCD)
  - Християнсько-демократична партія румунських угорців (угор. Romániai Magyar Kereszténdemokrata Párt)
- Сан-Марино — Сан-Марінська християнсько-демократична партія (італ. Partito Democratico Cristiano Sammarinese, PDCS)
- Словаччина — Словацький демократичний і християнський союз — Демократична партія (словац. Slovenská demokratická a kresťanská únia — Demokratická strana, SDKÚ-DS)
- Словенія
  - Словенська демократична партія (словен. Slovenska demokratska stranka, SDS)
  - Нова Словенія — Християнська народна партія (словен. Nova Slovenija — Krščanska ljudska stranka, NSi)
- Україна — Християнсько-демократичний союз, ХДС
- Франція — Союз за народний рух (фр. Union pour un mouvement populaire, UMP)
- Хорватія — Хорватська демократична співдружність (хорв. Hrvatska demokratska zajednica)
- Чехія — Християнсько-демократичний союз — Чехословацька народна партія (чеськ. Křesťanská a demokratická unie – Československá strana lidová, KDU-ČSL)
- Швеція — Християнсько-демократична партія (швед. Kristdemokraterna)

## Партії— спостерігачі
- Болгарія
  - Землеробський народний союз (болг. Български земеделски народен съюз — Народен съюз)
  - Демократична партія (болг. Демократическа партія, ДП)
- Бразилія — Бразильська соціал-демократична партія (порт. Partido da Social Democracia Brasileira)
- Гондурас — Національна партія (ісп. Partido Nacional, PN)
- Мадагаскар — Fanorenana
- Мозамбік — Мозамбіцький національний спротив (порт. Resistência Nacional Moçambicana, РЕНАМО)
- Румунія — Демократичний союз угорців Румунії (угор. Romániai Magyar Demokrata Szövetség; рум. Uniunea Democrată Maghiară din România)
- Сербія — Християнсько-демократична партія Сербії (серб. Демохришћанска Странка Србије)
- Словаччина
  - Партія угорської коаліції (словац. Strana maďarskej koalície, угор. Magyar Koalíció Pártja)
  - Християнсько-демократичний рух (словац. Kresťanskodemokratické hnutie, KDH)
- Росія — Єдина Росія (рос. Единая Россия)